# Fahren von der Rah
Fahren von der Rah (auch Fallen von der Rah oder Rahsprung genannt) war eine Körperstrafe an Bord von Segelschiffen in der frühen Neuzeit.

## Vollstreckung
Der Delinquent wurde auf eine der Rahen des Hauptmastes gebracht. Dann wurden ihm die Hände zusammengebunden. Je nach Vergehen geschah dies vor dem Bauch (für eine mildere Form der Strafe) oder hinter dem Rücken (für die härtere Variante). Als Nächstes wurde ein Tau mit dem einen Ende an der Rahe und dem anderen Ende an den Händen des Verurteilten befestigt. Nach Abschluss der Vorbereitungen wurde er heruntergestoßen, man ließ ihn also „von der Rah fahren“.
Die Länge des Taus war dabei so gewählt, dass der Verurteilte zwar tief genug fiel, um ihm erhebliche Schmerzen zuzufügen oder sogar die Schultern auszurenken, aber nicht tief genug, um auf dem Deck aufzuschlagen. Danach wurde er, je nach Strafmaß, wieder nach oben gezogen und erneut fallengelassen. Nach der letzten „Fahrt“ wurde er abgeschnitten und hatte die Strafe verbüßt.